# Maïsroest
Maïsroest (Puccinia sorghi) is een schimmel behorend tot de familie Pucciniaceae. Hij behoort tot de biotrofe parasieten. Zijn levenscyclus speelt zich af op twee verschillende waardplanten (heteroecisch), namelijk maïs, Euchlaena mexicana, Euchlaena perennis voor de vegetatieve fase en onder andere op Oxalis corniculata, Oxalis fontana en Oxalis stricta voor de generatieve fase.
De roestaantasting verschijnt in maïs vaak voor het eerst nadat de stijlen buiten de kolf komen. Het eerste vroege symptoom omvat chlorotische vlekken op het blad, die overgaan in goudbruine sporenhoopjes. Dit zijn de 1–2 mm grote uredinia met de urediniosporen die zich kunnen verspreiden naar andere planten en verdere infectie kunnen veroorzaken. Na verloop van tijd kunnen deze sporenhoopjes van bruin naar zwart verkleuren doordat teliosporen gevormd worden.

## Levenscyclus
Maïsroest vormt de volgende sporen: teliosporen, basidiospores, spermatiën, aeciosporen en urediniosporen.
De 22-33 × 20-28 µm grote urediniosporen infecteren de bladeren en vormen uredinia, die op hun beurt weer eencellige urediniosporen vormen, waardoor een polycyclische infectie ontstaat. In de loop van het groeiseizoen worden geen urediniosporen gevormd maar tweecellige, 27-53 µm grote teliosporen. De teliosporen overwinteren in warmere gebieden en ontkiemen in het voorjaar, waarbij basidia met basidiosporen gevormd worden, die zich door de wind verspreiden en Oxalis-soorten infecteren. Deze infecties resulteren in spermogonia met spermatiën en receptieve hyfen. Na bevruchting van een spermatium met een receptieve hyfe ontstaat een aecium, waarin aeciosporen gevormd worden, die door de wind meegevoerd worden naar maïs en de plant infecteren, waarna uredinia met urediniosporen gevormd worden.

## Morfologie
Zes spermogonia zitten in ronde clusters bij elkaar met een diameter tot 0,5 mm. De gele, bekervormige, 0,15-0,2 mm grote aecia worden alleen op de onderzijde van afgevallen bladeren gevormd rondom de spermogonia in een tot 2 mm brede zone. De 15–24 μm grote aeciosporen zijn bolvormig of ellipsvormig met doorzichtige of bruine wanden van 1–2 μm dik. De roestkleurige uredinia komen onregelmatig verspreid aan beide zijden van de bladeren voor. Ze zijn ongeveer 1 mm breed en tot 10 mm lang. De urediniosporen zijn bolvormig of ellipsvormig en 24–29 × 22–29 μm groot. Ze hebben licht stekelige, amberkleurige wanden van 1,5 à 2 μm dik en 3-4 groene kiemporen rond het midden. De telia zijn vergelijkbaar met de uredinia, maar zwart. De ellipsvormige, cilindrische of knotsvormige, tweecellige teliosporen hebben stompe of puntige toppen en zijn meestal bij het tussenschot iets versmald. Ze zijn 35–50 × 16–23 μm groot, amberkleurig met gladde wanden, die aan de zijkanten 1–1,5 μm dik zijn en 3–6 μm dik aan de bovenkant. De tot 80 μm lange steel is lichtgeel.

## Verspreiding
In Nederland komt Maïsroest zeldzaam voor. In Nederland is het ook de enige soort die bekend is van Maïs.

## Foto's

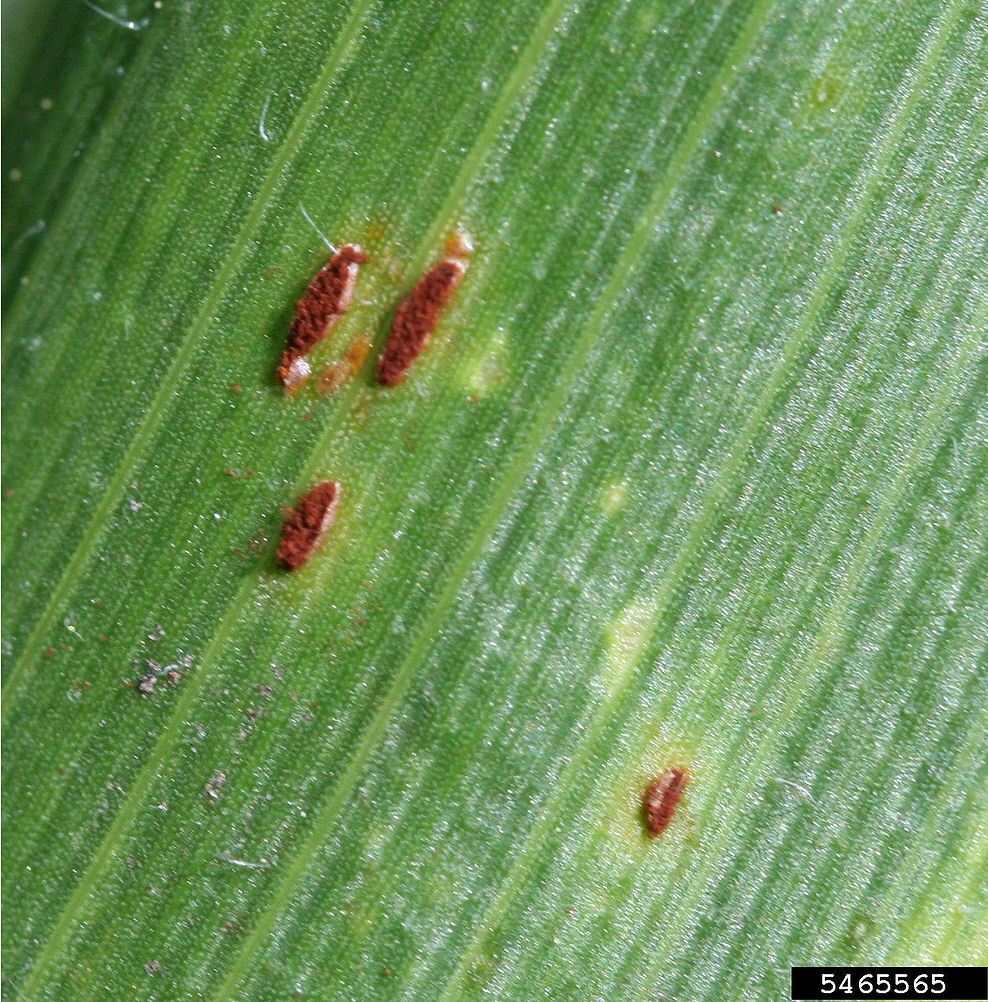
Uredinia
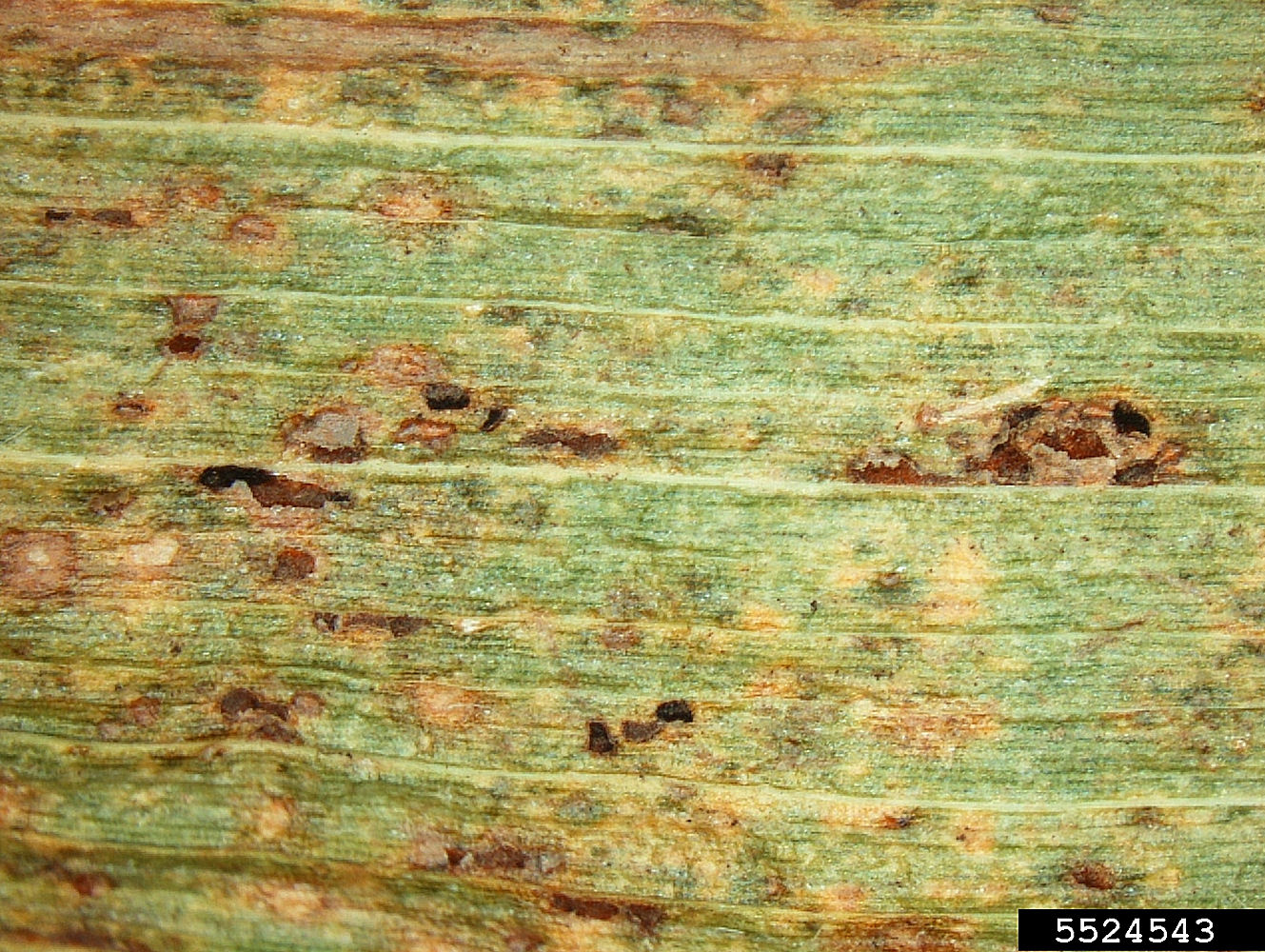
Telia
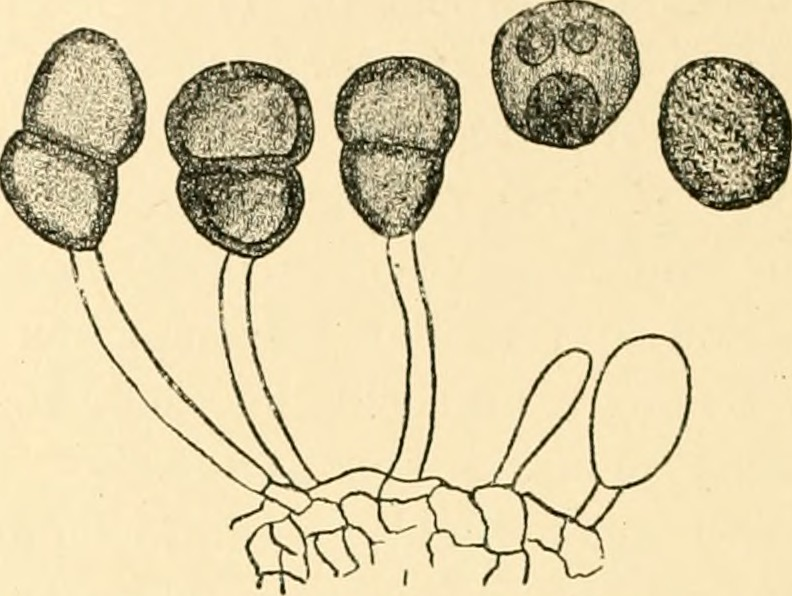
Teliosporen en twee urediniosporen
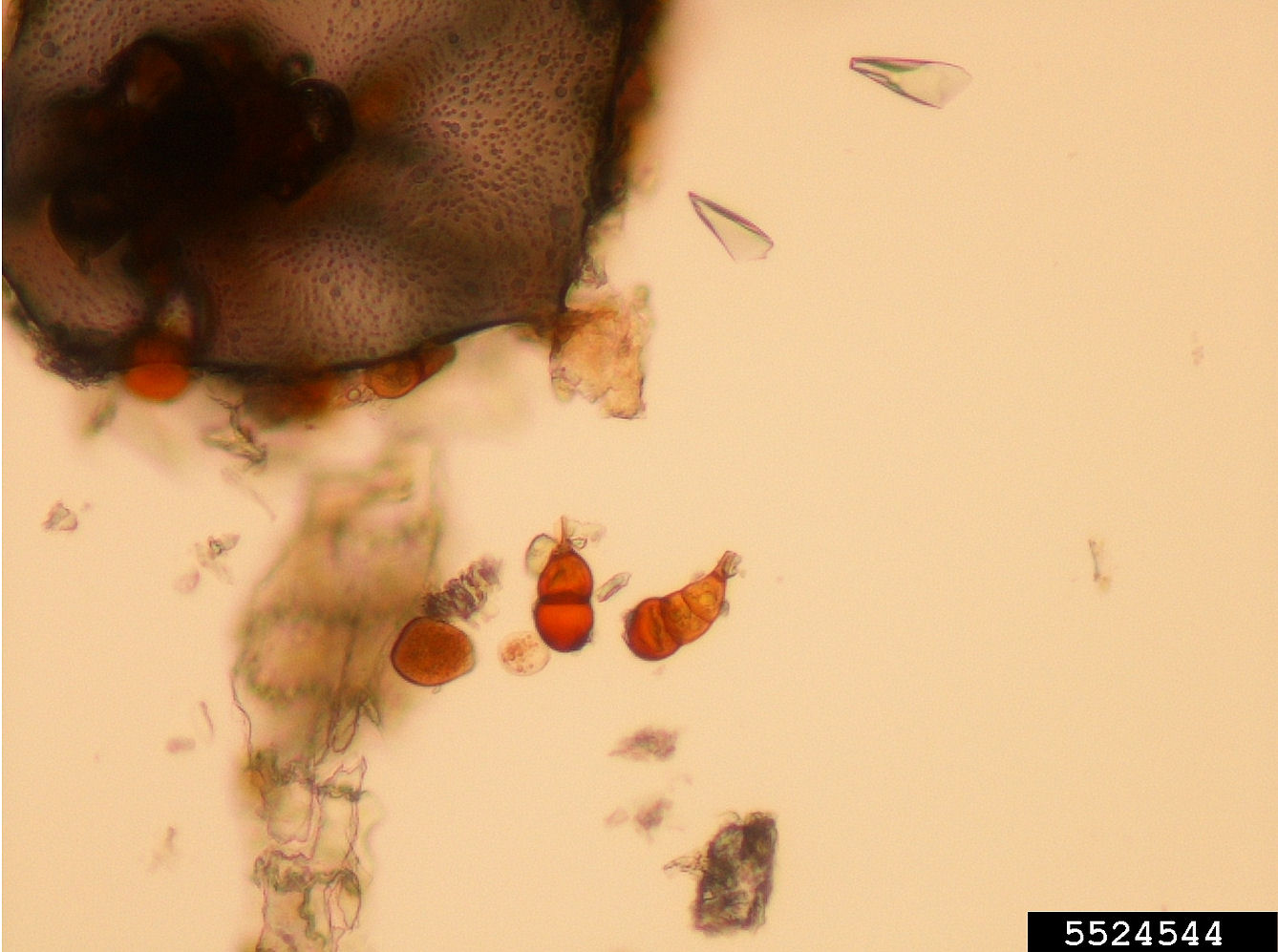
Teliosporen